# Hemigraphis setosa
Hemigraphis setosa là một loài thực vật có hoa trong họ Ô rô. Loài này được Elmer mô tả khoa học đầu tiên năm 1908.